# Dékanmey
Dékanmey est l'un des sept arrondissements de la commune de Sô-Ava dans le département de l'Atlantique au Bénin,.

## Géographie

### Localisation
Dékanmey est situé dans la commune de Sô-Ava. Il est limité au Nord par la commune de Dangbo, au Sud par Vekky, à l'Est par la commune des Aguegues et l'Ouest par Houèdo-Aguékon.

### Administration
Sur les 69 villages et quartiers de ville que compte la commune de Sô-Ava, l'arrondissement de Dékanmey groupe 05 villages que sont: 
1. Anaviécomey
2. Djèkpé
3. Kpafè
4. Kpoviécomey
5. Sakomey

## Histoire
L'arrondissement de Dékanmey est une subdivision administrative béninoise. Dans le cadre de la décentralisation au Bénin, Il devient officiellement un arrondissement de la commune de Sô-Ava le 27 mai 2013 après la délibération et adoption par l'Assemblée nationale du Bénin en sa séance du 15 février 2013 de la loi n° 2013-O5 du 15/02/2013 portant création, organisation, attributions et fonctionnement des unités administratives locales en République du Bénin

## Démographie
Selon le recensement de la population de 2013 conduit par l'Institut national de la statistique et de l'analyse économique (INSAE), Dékanmey compte 1276 ménages avec 6 617 habitants,.
| Indicateur           | 2013 |
| -------------------- | ---- |
| Nombre de ménages    | 1276 |
| Population féminine  | 3333 |
| Population masculine | 3284 |
| Population totale    | 6617 |

La population est composée de plusieurs ethnies dont les Fon sont majoritaires avec 98,8% dans toute la commune de Sô-Ava.

## Économie
La population mène des activités agricoles, l'élevage, la chasse, l'artisanat, l'exploitation de bois de feu, la transformation et commercialisation des produits. Outre ces activité, il y a la pêche qui occupe également une place importantes avec ses multiples pratiques, méthodes et techniques que sont: la pêche à l'hameçon, la pêche à la nasse, les trous à poisson et la méthode connue sous l'appellation de "Egnonnato" qui consiste à mettre leurs filets sous forme de nasse dans le vide pour attirer les poissons ou encore la méthode appelée ‘’Epervier’’ qui consiste à lancer des filets dans l'eau pour mieux effectuer les prises de poissons. Les activités aagricoles sont essentiellement basées sur les cultures comme les légumes, la tomate, le maïs, le manioc, le piment, le gombo, l'arachide ainsi que la patate douce.